# Lauri Malmberg
Kaarlo Lauri Torvald Malmberg (ur. 8 maja 1888, zm. 14 marca 1948) – fiński generał porucznik.
Został odznaczony m.in. estońskim Orderem Krzyża Orła I i II klasy (1935 i 1930).